# PepsiCo
PepsiCo este o companie americană din industria băuturilor răcoritoare și alimentară, înființată în 1898 sub numele de Pepsi-Cola. Compania este al doilea producător mondial de răcoritoare, după The Coca-Cola Company. Principalul produs al companiei este Pepsi-Cola.
Compania PepsiCo a fost fondată în 1965 prin fuziunea companiei Pepsi-Cola cu Frito-Lay. Compania Tropicana a fost cumpărată în 1998, iar în 2001, PepsiCo a fuzionat cu The Quaker Oats Company.
Număr de angajați în 2007: 185.000 (153.000 în 2006)
Cifra de afaceri în 2007: 39 miliarde USD
Venit net în 2006: 5,6 miliarde USD

## PepsiCo în lume
În luna martie 2008, PepsiCo Inc. și Pepsi Bottling Group Inc au anunțat că preiau o cotă de 75,5% din cel mai mare producător rus de băuturi răcoritoare, divizia de sucuri răcoritoare a companiei Lebedyansky. Prețul tranzacției este de 1,4 miliarde de dolari.

## PepsiCo în România
Compania deține în România două fabrici. O fabrică este situată în Dragomirești, din județul Ilfov, aceasta fiind cea mai mare unitate de producție deținută de Pepsi în Europa.
Fabrica a fost inaugurată în toamna anului 2009, în urma unei investiții greenfield de 85 de milioane de dolari. Cea dea doua fabrică este fabrica de snacksuri din Popești-Leordeni.
Număr de angajați în 2009: 1.250
Rezultate financiare: (milioane euro)
| An               | 2009 | 2008 | 2007 | 2006 |
| ---------------- | ---- | ---- | ---- | ---- |
| Cifra de afaceri | 160  | 202  | 195  | 153  |
| Profit net       | 16,8 | 37   | 33,7 |      |